# Malinao
Malinao é um município de  terceira classe de renda municipal (d) na província Albay, nas Filipinas. De acordo com o censo de 1 de maio  de  2020 possui uma população de 47 395 pessoas e 10 928 domicílios.